# Getter Robot - The Last Day
Getter Robot - The Last Day (真ゲッターロボ~世界最後の日?, Chenji!! Gettā robo~sekai saigo no hi, lett. "Change!! Getter Robot~L'ultimo giorno del mondo") è una serie di 13 OAV pubblicati nel 1998 dalla Bandai Visual, basati sulla serie di manga e anime di Getter Robot creata da Gō Nagai e Ken Ishikawa. La serie è stata originariamente pubblicata in Italia in formato VHS dalla Dynamic Italia in 6 volumi usciti tra il 1999 e il 2000, ed è stata rieditata da Yamato Video il 28 giugno 2013 col titolo Change!! Shin Getter Robot~l'ultimo giorno del mondo in formato DVD e Blu-ray Disc. Dal 16 gennaio 2013 è stata trasmessa su Man-ga, canale 149 di Sky Italia. È stata distribuita con un nuovo doppiaggio curato sempre da Yamato Video il 23 giugno 2022 su Prime Video. 

## Trama
In un futuro alternativo, la scienza ha scoperto ed è riuscita ad utilizzare i Raggi Getter, una misteriosa forma di energia che sembra stimolare l'evoluzione. La Terra viene attaccata da una mostruosa razza di alieni mutaforma che rapidamente colonizzano la Luna. Dopo una violenta serie di scontri e complice l'utilizzo del super robot giapponese Getter Robot, alimentato a Raggi Getter, gli invasori vengono finalmente sconfitti. Ma alcuni strani avvenimenti iniziano ad accadere intorno al Professor Saotome, il maggiore esperto di Raggi Getter nonché costruttore del Getter Robot. Per prima cosa, la sua figlia primogenita, pilota di una delle unità che compongono il Getter Robot, muore in un misterioso incidente di volo. Poi lo stesso Saotome viene apparentemente assassinato da Ryoma Nagare, capitano della squadra di pilotaggio del Getter Robot. Passano 8 anni e Saotome improvvisamente ricompare, accompagnato da un nuovo modello di Getter Robot, ma questa volta sembra diventato nemico dell'umanità ed impegnato in un suo personale e contorto progetto. Contemporaneamente ricompaiono anche gli invasori, che avevano tramato nell'ombra sino a quel momento. L'intera squadra Getter viene mobilitata, compreso Ryoma Nagare, che ha passato 3 anni in un carcere di massima sicurezza.

## Personaggi

### Vecchio Team Getter
- Ryoma Nagare - Il leader del team Getter e pilota del Getter-1, è stato incastrato per l'omicidio del Professore Saotome tre anni prima degli eventi dell'OVA. Quando si scopre che il Professor Saotome è ancora vivo, Ryoma viene rilasciato e mandato in prima linea per eliminarlo, e prendersi così anche la sua vendetta. Dopo l'esplosione nucleare scompare misteriosamente, ma in realtà viene trasportato avanti nel futuro di 13 anni sulla Luna, dalla quale ritorna pilotando il Black Getter. Doppiato in originale da Hideo Ishikawa e in italiano da Francesco Prando (1° doppiaggio) e Lorenzo Scattorin (2° doppiaggio).
- Hayato Jin - Membro del team Getter e pilota del Getter-2, Hayato è un manipolatore e lavora nell'ombra per raggiungere i suoi scopi. Ha incastrato Ryoma per l'omicidio (in realtà finto) ed ha aiutato il Professore Saotome col suo piano, pentendosi in seguito. Dopo il disastro nucleare diventa il leader degli umani sopravvissuti che combattono contro gli Invasori, e dirige la Torre. Doppiato in originale da Naoya Uchida e in italiano da Sergio Di Stefano (1° doppiaggio) e Massimo De Ambrosis (2° doppiaggio).
- Musashi Tomoe - Dopo la presunta morte di Saotome, si prende cura di Genki, la figlia del professore. Le circostanze lo costringeranno a tornare ad usare il Getter, dove sarà ucciso dagli Invasori all'inizio della storia poco prima del disastro atomico. Doppiato in originale da Shinpachi Tsuji e in italiano da Marco Mete (1° doppiaggio) e Giacomo Bartoccioli (2° doppiaggio).
- Benkei Kuruma - Membro del team Getter e pilota del Getter-3. In The Last Day è amico di Musashi e si prenderà cura di Genki come fosse sua figlia al posto dell'amico, dandole il nome di Kei. Usa spesso il Getter-3 e in seguito sarà a comando della Balena. Doppiato in originale da Shozo Izuka e in italiano da Angelo Nicotra (1° doppiaggio) e Luca Semeraro (2° doppiaggio).

### Nuovo Team Getter
- Go Saotome - Pilota dello Shin Getter-1, è un umano artificiale creato dal Professor Saotome allo scopo di guidare lo Shin Dragon. Dopo il disastro nucleare scopre che Kei è la figlia di Saotome e decide di proteggerla. Non sembra invecchiare e può muovere lo Shin Getter telepaticamente. Doppiato in originale da Tomokazu Seki e in italiano da Patrizio Prata (1° doppiaggio) e Francesco Venditti (2° doppiaggio).
- Genki Saotome - La giovane figlia di Saotome, rimase traumatizzata dopo aver visto che cosa successe veramente a sua sorella (e non, come tutti pensavano, nel vedere il padre morire), diventando autistica. Quando la bomba nucleare è esplosa, il trauma le ha cancellato la memoria e, così, ha iniziato una nuova vita come Kei Kuruma, la figlia di Benkei. Kei pilota lo Shin Getter-2. Doppiata in originale da Narumi Hidaka e in italiano da Ilaria Latini (1ª doppiaggio) e Marta Rapperini Tesoro (2ª doppiaggio).
- Gai - Un ragazzo robusto e di buon cuore amico di Kei, entra a far parte del gruppo di Benkei dopo il disastro nucleare. Dopo che Benkei rimane ferito dagli Invasori, diventa il pilota dello Shin Getter-3. Doppiato in originale da Yasunori Matsumoto e in italiano da Simone Mori (1° doppiaggio) e Emanuele Durante (2° doppiaggio).

### Antagonisti
- Professor Saotome - Il padre della tecnologia Getter, si pensava fosse stato ucciso da Hayato (la cui colpa fu poi data a Ryoma) ma misteriosamente ritorna dalla morte. Ha un grande rancore contro Ryoma e Hayato per la morte di Michiru, sua figlia, e per questo sembra pianificare la fine del mondo. Il suo corpo si è fuso con quello degli Invasori, che ne controllano spesso la mente e lo rendono anche difficile da uccidere. Doppiato in originale da Mugihito e in italiano da Luciano De Ambrosis (1° doppiaggio) e Luca Biagini (2° doppiaggio).
- Mr. Stinger e Mr. Koen - Due misteriosi scienziati che hanno lavorato in passato con Saotome sull'energia Getter. Ci sono loro dietro la morte della figlia di Saotome, Michiru. Il loro desiderio di evoluzione li ha indotti a fondere i loro corpi con gli Invasori. Stinger è doppiato in originale da Masashi Hirose e in italiano da Mino Caprio (1° doppiaggio) e Giorgio Locuratolo (2° doppiaggio), mentre Koen è doppiato in originale Daisuke Gōri e in italiano da Alessandro Rossi.
- Invasori - Le creature amorfe che si pensava fossero state sterminate durante le Guerre Lunari. In realtà si sono nascosti sulla Terra con l'intenzione di raggiungere lo Shin Dragon.

### Altri
- Michiru Saotome - La figlia maggiore del Dr. Saotome che fu uccisa durante una combinazione Getter per sbaglio da Ryoma e Hayato, provocando il profondo rancore di Saotome. In realtà l'incidente nasconde ben altro. Doppiata in originale da Miki Nagasawa e in italiano da Barbara De Bortoli (1ª doppiaggio)
- Professor Shikishima - Un sinistro e strano scienziato col viso sfigurato, è sempre a seguito di Hayato ed è molto interessato allo Shin Dragon e a Go. Doppiato in originale da Taimei Suzuki e in italiano da Giorgio Lopez (1° doppiaggio) e Carlo Valli (2° doppiaggio).
- Schwartz - Un pilota di uno dei super robot americani dell'armata di Hayato, di cui spesso è leader degli attacchi. Doppiato in originale da Kunihiko Yasui e in italiano da Francesco Pannofino (1° doppiaggio) e Stefano Alessandroni (2° doppiaggio).

## Episodi
| Nº | Titolo italiano Giapponese 「Kanji」 - Rōmaji                                                                                          |
| 1  | RINASCITA - Centro ricerche Saotome: la fortezza del male 「復活!! 悪の要塞 早乙女研究所」 - Fukkatsu!! Aku No Yōsai Saotome Kenkyūsho |
| 2  | MINACCIA - Shin Dragon, dio o demone? 「脅威!! 神か悪魔か真ドラゴン!」 - Kyōi!! Kami Ka Akuma Ka Shin Doragon!                         |
| 3  | DISTRUZIONE - Addio, Getter! 「日本壊滅!! さらばゲッター!」 - Nippon Kaimetsu!! Saraba Gettā!                                          |
| 4  | VIOLENZA - La terra trema! 「激震!! 荒れ狂う大地!」 - Gekishin!! Arekuruu Daichi!                                                      |
| 5  | ATTACCO - I nuovi guerrieri! 「出撃!! 新たなる戦士たち!」 - Shutsugeki!! Arata Naru Senshi Tachi!                                      |
| 6  | INCUBO - La verità rivelata! 「悪夢!! 暴かれた真実!」 - Akumu!! Abaka Re Ta Shinjitsu!                                                 |
| 7  | BATTAGLIA - L'esercito dei robot! 「決戦!! スーパーロボット軍団!」 - Kessen!! Sūpā Robotto Gundan!                                     |
| 8  | MORTE - La distesa di ghiaccio si tinge di sangue! 「死闘!! 血に染まる氷原!」 - Shitō!! Chi Ni Somaru Hyōgen!                          |
| 9  | TRAPPOLA - Scontro fra i grattacieli! 「謀略!! 摩天楼の決闘!」 - Bōryaku!! Matenrō No Kettō!                                           |
| 10 | DISCESA - Il demonio solca i mari del sud 「降臨!! 南海を断つ邪神!」 - Kōrin!! Nankai Wo Tatsu Jashin!                                 |
| 11 | INVASIONE - Gli spiriti tornano alla vita!! 「襲来!! 蘇る亡者たち!」 - Shūrai!! Yomigaeru Mōja Tachi!                                  |
| 12 | TERRORE - Un'anima caduta in frantumi!! 「戦慄!! 砕け散る魂!」 - Senritsu!! Kudake Chiru Tamashii!                                     |
| 13 | LAMPI - La fine dell'evoluzione 「閃光!! 進化の果て!」 - Senkō!! Shinka No Hate!                                                       |